# Desna (obwód czernihowski)
 Desna  (ukr. i ros. Десна) – osiedle typu miejskiego na Ukrainie, w rejonie czernihowskim obwodu czernihowskiego. 
Osiedle położone jest na prawym brzegu rzeki Desna. 
W miejscowości znajduje się centrum szkolenia Ukraińskich Sił Zbrojnych.